# Azatrephes paradisea
Azatrephes paradisea är en fjärilsart som beskrevs av Butler 1877. Azatrephes paradisea ingår i släktet Azatrephes och familjen björnspinnare. Inga underarter finns listade i Catalogue of Life.